# جي مالك لينتون
جي مالك لينتون (بالإنجليزية: Gee Malik Linton)‏ هو منتج أفلام ومخرج أمريكي، ولد في 9 ديسمبر 1973 في بروكلين في الولايات المتحدة.

## وصلات خارجية
- جي مالك لينتون على موقع IMDb (الإنجليزية)
- جي مالك لينتون على موقع أول موفي (الإنجليزية)